# Horario de verano de Europa oriental
| Azul claro | Hora europea occidental/Hora media de Greenwich (UTC±00:00)                                       |
| Azul       | Hora europea occidental/Hora media de Greenwich (UTC±00:00)                                       |
| Azul       | Hora europea occidental de verano/Horario de verano británico/Hora estándar irlandesa (UTC+01:00) |
| Rojo       | Hora central europea (UTC+01:00)                                                                  |
| Rojo       | Hora central europea de verano (UTC+02:00)                                                        |
| Amarillo   | Hora europea oriental/Hora de Kaliningrado (UTC+02:00)                                            |
| Caqui      | Hora europea oriental (UTC+02:00)                                                                 |
| Caqui      | Hora europea oriental de verano (UTC+03:00)                                                       |
| Verde      | Hora de Moscú/Hora de Turquía (UTC+03:00)                                                         |

Horario de verano de Europa oriental (EEST, del inglés Eastern European Summer Time) es el horario de ahorro de luz solar utilizado en los países del este de Europa entre los meses de marzo y octubre, período durante el que los relojes se adelantan una hora en relación con el tiempo oficial observado durante el resto del año, pasando de usar el UTC+2, a usar el UTC+3.
Se utiliza en algunos países europeos, del norte de África, y países de Oriente Medio en el período que va desde el último domingo de marzo, hasta el último domingo de octubre y su finalidad es el ahorro de energía, aunque ciertos estudios recientes parecen poner en  entredicho la eficacia de esta medida

## Países que la utilizan
Los siguientes países o partes del territorio del país, usan el Horario de verano de Europa Oriental:
- Bielorrusia, entre los años 1981-1989 y desde 1991
- Bulgaria, desde 1979
- Chipre, desde 1975
- Egipto, entre 1940-1945 y desde 1957
- Estonia, entre los años 1940-1944 y desde 1989
- Finlandia, en 1942 y desde 1981
- Grecia, en 1932, 1941, 1952 y desde 1975
- Israel, entre 1943-1946, entre 1950-1957, entre 1974-1975 y desde 1985
- Jordania, entre 1973-1978 desde 1985
- Letonia, desde 1989
- Líbano, entre 1920-1923, entre 1957-1959, entre 1960-1961, entre 1972-1978 y desde 1984
- Lituania, entre 1991-1997 y desde 2003
- Moldavia, entre 1932-1939 y desde 1991
- Rumania, entre 1932-1939 y desde 1979
- Siria, entre 1962-1978, entre 1983-1984 y desde 1986

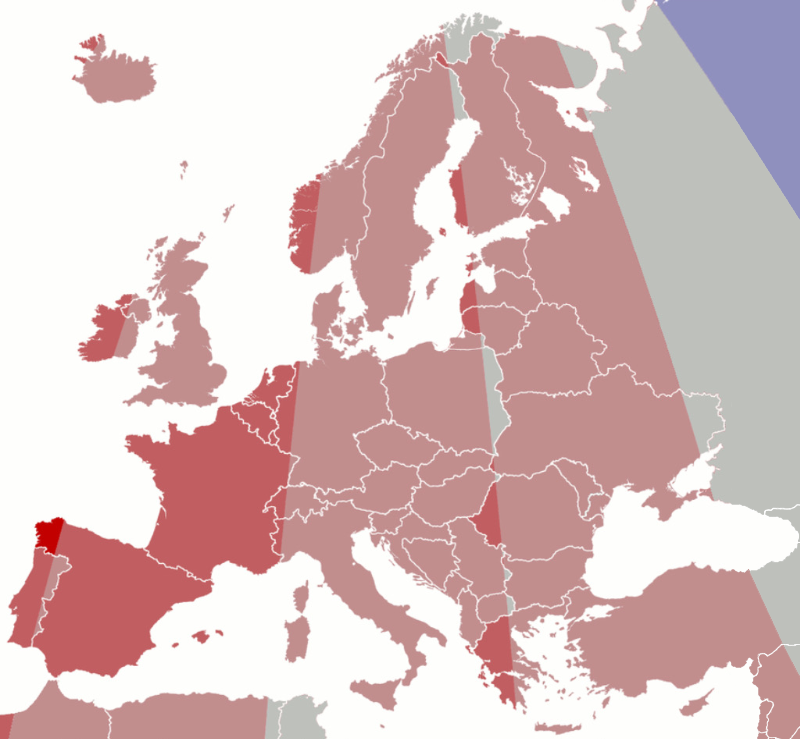
Horario de verano eruopeo

- Turquía, desde 1985
- Ucrania, desde 1992

| Color | Diferencias entre la hora oficial y la hora local |
| ----- | ------------------------------------------------- |
|       | 1 h ± 30 m por detrás                             |
|       | 0 h ± 30 m                                        |
|       | 1 h ± 30 m por delante                            |
|       | 2 h ± 30 m por delante                            |
|       | 3 h ± 30 m por delante                            |